# Berend Miklós (belgyógyász)
Ifj. Berend Miklós (Budapest, 1908. november 10. – Budapest, 1944. november 28.) magyar belgyógyász, sebészfőorvos, Berend Miklós gyermekgyógyász és Kilényi Júlia írónő gyermeke.

## Életpályája
Kezdetben a Pázmány Péter Tudományegyetem Élettani Intézetének díjazás nélküli demonstrátora volt, 1929-től hat éven át ugyancsak díjtalan gyakornok, majd díjas, 1935-től két éven át egyetemi tanársegéd. Ezt követően a Szent János Kórház Ideg- és Elmeosztályán volt segédorvos, egészen 1940-ig, mikor is a Szent Rókus Kórház I. számú Belgyógyászati Osztályán kezdett dolgozni mint alorvos (1944-ig).
Még egyetemista volt, mikor érdeklődésének eleget téve csatlakozott Farkas Géza professzor munkafiziológiai kutatásaihoz. A kutatásokhoz több hegyet is megmászott, így a Gnifetti-csúcsot (Monte Rosa, 4560 méter). Saját kutatásai során az emésztőtraktus élettanával, azon belül a zsírfelszívódás kérdésével foglalkozott, s rámutatott az erősen telítetlen zsírsavak zsírfelszívódásban betöltött szerepére. Foglalkozott még a görcskézség, illetve az alvás problémáival, több eljárás fűződik nevéhez.
1944. október 16. után a kórházban politikai és faji üldözötteknek, katonaszökevényeknek nyújtott menedéket. Ezért a zuglói nyilas pártházban kegyetlenül megkínozták, majd a Megyeri csárdánál a Dunába lőtték. Halálesetét a budapesti törvényszék 35.198/1945/12/1 P. sz. végzése alapján 1944. november 3-ai dátummal jegyezték be.

## Emlékezete
Édesanyja, Kilényi Júlia 1946-ban Ne ölj! címmel jelentetett meg regényt, amelyben emléket állított mind a kommün alatt meggyilkolt férjének, mind pedig a nyilasterror áldozatává vált fiának.

## Fő művei
- Über die Resorption des Vitamin C. Fischer Máriával. (Berlin, 1937)
- Über Phosphatase. – Phosphatase kísérletek. Fischer Máriával. (A Magyar Biológiai Kutató Intézet Munkái. Tihany, 1938)
- Epilepszia kezelése magnézium-szulfáttal. Simon Tiborral. (Orvosi Hetilap, 1940. 40.)
- Über Effekte der Fermentlokalisation. – Enzymák lokalizációjának jelenségei. (A Magyar Biológiai Kutató Intézet Munkái. Tihany, 1941).